# Carasobarbus luteus
Carasobarbus luteus es una especie de peces de la familia Cyprinidae, orden Cypriniformes.
Son peces dulceacuícolas que se encuentran en la cuenca del río Tigris (Irak y Siria).